# Segerstads kyrka, Värmland
Segerstads kyrka är en kyrkobyggnad i Segerstad i Värmland. Den är församlingskyrka i Nor-Segerstads församling. Kyrkan ligger omkring sex kilometer sydost om Vålberg i Karlstads kommun.

## Kyrkobyggnaden
Några kilometer norr om nuvarande kyrkplats låg en träkyrka som lär ha varit uppförd på medeltiden strax efter digerdöden. Träkyrkan revs omkring år 1850.
Nuvarande stenkyrka uppfördes åren 1738–1747 av byggmästare Christian Haller. Åren 1750–1756 byggdes ett kyrktorn vid västra kortsidan. Kyrktornet ersattes med nuvarande torn som uppfördes 1847–1848. Under 1900-talets början ombyggs bänkar och kyrkorummets innertak under ledning av arkitekt Bror Almquist. 
I sin nuvarande form består kyrkan av ett rektangulärt långhus med tresidigt avslutat kor i öster och kyrktorn i väster. Vid långhusets norra sida finns en sakristia.
Kyrkorummet har ett tunnvalv av trä.

## Inventarier
- Dopfunten av täljsten är från 1200-talet.
- En madonnaskulptur av ek är från omkring år 1300.
- Predikstolen med åttakantig korg är tillverkad 1862.
- Orgeln är byggd 1869–1870 av Erik Adolf Setterquist och förändrad 1999 av Ålems Orgelverkstad.
- Nuvarande altaruppsats är tillverkad 1946 efter ritningar av arkitekt Elis Kjellin. Äldre snidade delar från omkring år 1700 ingår i altaruppsatsen.

### Orgel
- 1870 byggde Otto Holmberg, Karlstad en mekanisk orgel. Den renoverades 1990 av Jan-Erik Straubel, Karlstad. Stora delar av orgeln består av 1753 års orgel som byggdes till Karlstads domkyrka av Jonas Gren och Petter Stråhle i Stockholm.

| Manual            | Pedal   | Koppel     |
| Borduna 16´       | Bihängd | Man/Ped    |
| Principal 8´      |         | Man 4'/Man |
| Gedacht 8'        |         |            |
| Fugara 8'         |         |            |
| Viola da Gamba 8' |         |            |
| Octava 4'         |         |            |

- Eventuellt byggdes orgeln 1869–1870 av Erik Adolf Setterquist och förändrad 1999 av Ålems Orgelverkstad.

## Galleri

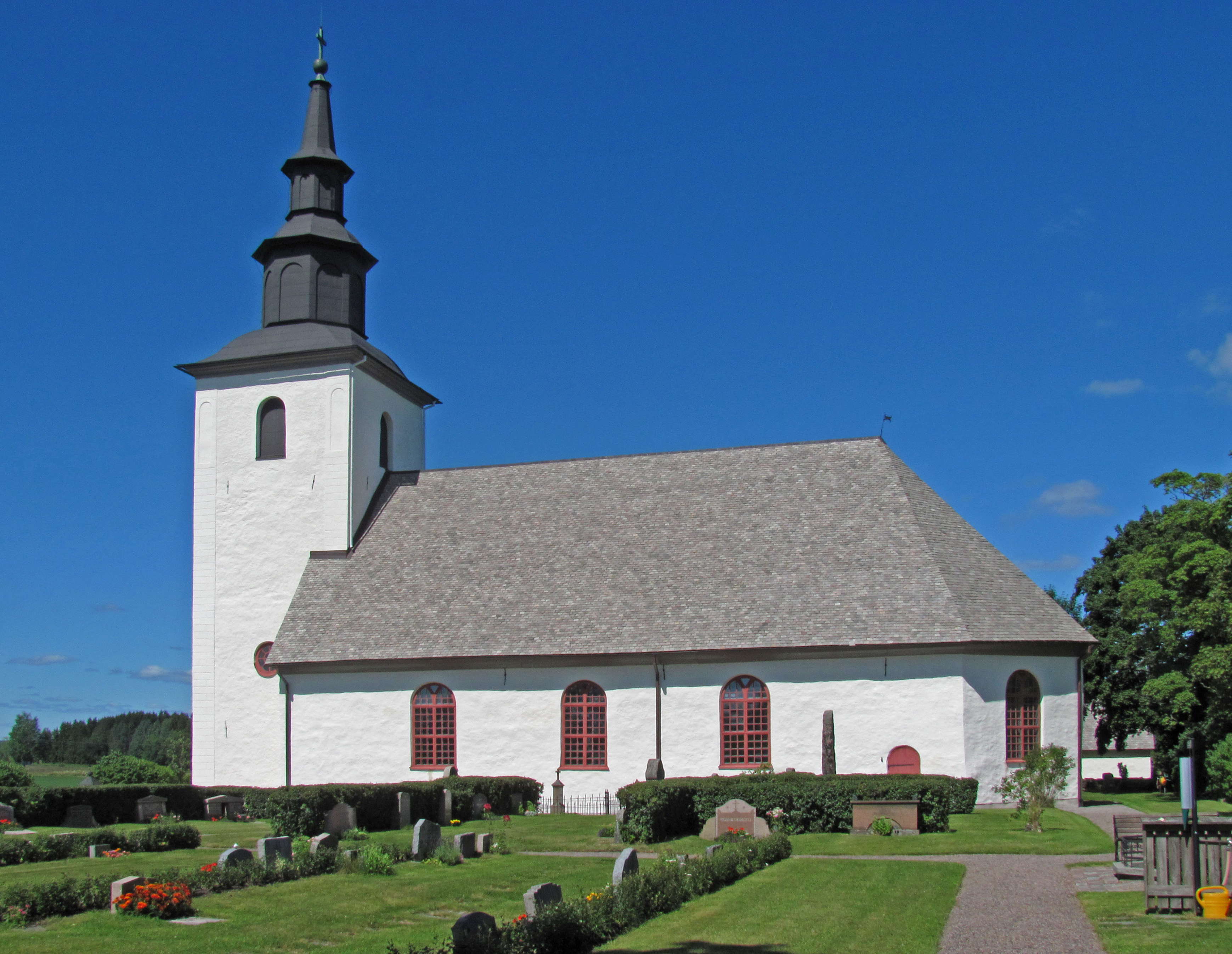
Segerstads kyrka från söder

### Webbkällor
- Kyrkor i Karlstads stift Del I, Utgiven av Värmlands Museum och Karlstads stift, 2008, ISBN 91-85224-71-5
- anläggningspresentation
- byggnadspresentation